# Пељо (Пезаро и Урбино)
Пељо (итал. Peglio) је насеље у Италији у округу Пезаро и Урбино, региону Марке.
Према процени из 2011. у насељу је живело 472 становника. Насеље се налази на надморској висини од 473 м.

## Становништво
| 1931. | 1936. | 1951. | 1961. | 1971. | 1981. | 1991. | 2001. | 2011. |
| ----- | ----- | ----- | ----- | ----- | ----- | ----- | ----- | ----- |
| 317   | 325   | 305   | 259   | 241   | 207   | 168   | 197   | 735   |